# Небетах
Небетах (егип. nb.tˁḥ — «дворцовая леди»; XIV век до н. э.) — древнеегипетская царевна XVIII династии, дочь фараона Аменхотепа III и его «великой жены» Тии, младшая сестра Эхнатона.
Возможно, была младшей дочерью, отчего её даже не изображали на памятниках, в отличие от старших сестёр, о которых сохранилось много упоминаний за время правления фараона. Единственная её статуя имеется в ансамбле колоссальной скульптуры в Мединет-Абу (ныне выставлена в Каирском музее), где она изображена слева возле ног Аменхотепа III и Тийи.
В отличие от сестёр Ситамон и Исиды, она никогда не была возведена в сан царицы, известен только её титул «Любимая дочь царя» (обычный титул принцесс). Это, в сочетании с фактом, что после смерти Аменхотепа III о ней нет упоминаний, подразумевает что она умерла в раннем возрасте.
Есть предположение, что она тождественна принцессе Бакетатон, получив это имя во время реформ атонизма её брата Эхнатона. О Бакетатон ни разу не упоминается до начала реформ. По одной из версий, Небетах может оказаться идентичной KV35YL, матери Тутанхамона.